# Motilla del Palancar (Gerichtsbezirk)
Der Gerichtsbezirk Motilla del Palancar ist einer der vier Gerichtsbezirke in der Provinz Cuenca.
Der Bezirk umfasst 36 Gemeinden auf einer Fläche von 2.817,41 km² mit dem Hauptquartier in Motilla del Palancar.

## Gemeinden
| Gemeinde                            | Einwohner (2024) | Fläche km² | Dichte Einw./km² | Cod INE | Postleitzahl |
| ----------------------------------- | ---------------- | ---------- | ---------------- | ------- | ------------ |
| Alarcón                             | 176              | 119,96     | 1                | 16003   | 16214        |
| Almodóvar del Pinar                 | 397              | 95,03      | 4                | 16017   | 16215        |
| Barchín del Hoyo                    | 101              | 65,25      | 2                | 16029   | 16118        |
| Buenache de Alarcón                 | 440              | 64,16      | 7                | 16039   | 16114        |
| Campillo de Altobuey                | 1.286            | 172,41     | 7                | 16042   | 16210        |
| Casasimarro                         | 3.205            | 49,62      | 65               | 16066   | 16239        |
| Castillejo de Iniesta               | 102              | 27,70      | 4                | 16068   | 16250        |
| Chumillas                           | 55               | 40,25      | 1                | 16081   | 16216        |
| Enguídanos                          | 294              | 165,35     | 2                | 16082   | 16372        |
| Gabaldón                            | 159              | 84,10      | 2                | 16092   | 16214        |
| Graja de Iniesta                    | 357              | 28,22      | 13               | 16096   | 16251        |
| El Herrumblar                       | 785              | 46,10      | 17               | 16098   | 16290        |
| Hontecillas                         | 55               | 34,70      | 2                | 16104   | 16118        |
| Iniesta                             | 4.525            | 232,30     | 19               | 16113   | 16235        |
| Ledaña                              | 1.602            | 65,48      | 24               | 16118   | 16237        |
| Minglanilla                         | 2.322            | 109,64     | 21               | 16125   | 16260        |
| Monteagudo de las Salinas           | 124              | 132,28     | 1                | 16131   | 16360        |
| Motilla del Palancar                | 6.259            | 73,89      | 85               | 16134   | 16200        |
| Olmeda del Rey                      | 123              | 74,57      | 2                | 16141   | 16216        |
| Olmedilla de Alarcón                | 128              | 38,31      | 3                | 16142   | 16118        |
| Paracuellos                         | 99               | 123,48     | 1                | 16150   | 16373        |
| El Peral                            | 648              | 85,84      | 8                | 16155   | 16240        |
| La Pesquera                         | 234              | 72,30      | 3                | 16157   | 16269        |
| El Picazo                           | 704              | 24,90      | 28               | 16158   | 16211        |
| Piqueras del Castillo               | 40               | 45,86      | 1                | 16161   | 16118        |
| Pozorrubielos de la Mancha          | 164              | 73,58      | 2                | 16908   | 16212        |
| Puebla del Salvador                 | 197              | 48,09      | 4                | 16174   | 16269        |
| Quintanar del Rey                   | 7.484            | 79,92      | 94               | 16175   | 16220        |
| Solera de Gabaldón                  | 33               | 50,49      | 1                | 16199   | 16216        |
| Tébar                               | 293              | 99,02      | 3                | 16204   | 16710        |
| Valhermoso de la Fuente             | 59               | 32,12      | 2                | 16231   | 16214        |
| Valverdejo                          | 87               | 32,47      | 3                | 16237   | 16214        |
| Villagarcía del Llano               | 757              | 116,84     | 6                | 16244   | 16236        |
| Villalpardo                         | 1.000            | 31,49      | 32               | 16248   | 16270        |
| Villanueva de la Jara               | 2.340            | 156,07     | 15               | 16251   | 16230        |
| Villarta                            | 847              | 25,62      | 33               | 16271   | 16280        |
| Gerichtsbezirk Motilla del Palancar | 37.481           | 2.817,41   | 13               | –       | –            |